# Alby (Stockholms tunnelbana)

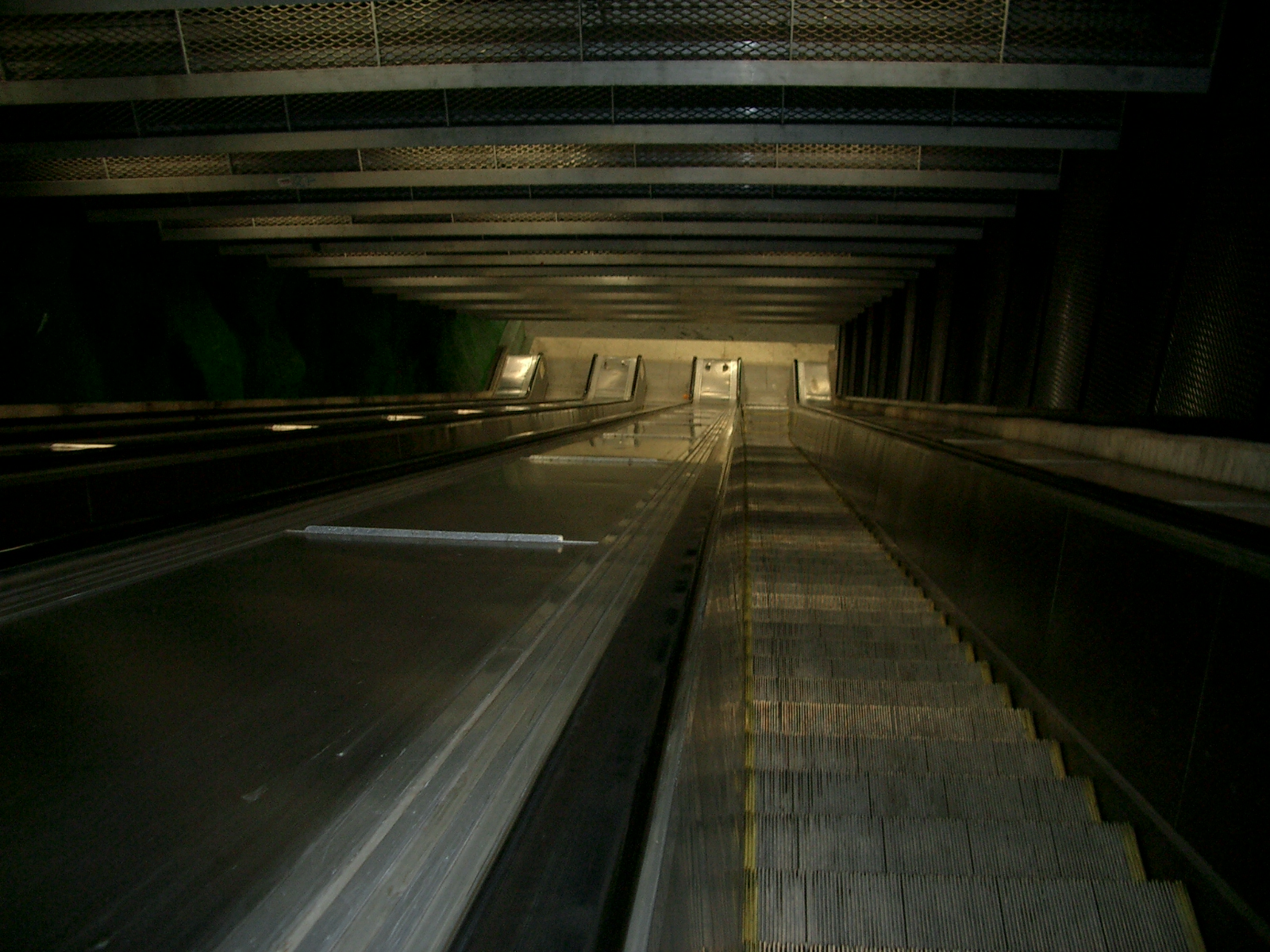
Die Rolltreppe zur U-Bahn.

Alby ist eine unterirdische Station der Stockholmer U-Bahn. Sie befindet sich im gleichnamigen Stadtteil Alby der Gemeinde Botkyrka. Die Station wird von der Röda linjen des Stockholmer U-Bahn-Systems bedient. Sie zählt zu den eher mäßig frequentierten Stationen des U-Bahn-Netzes. An einem normalen Werktag steigen hier 6.550 Pendler zu und um.
Die Station wurde am 12. Januar 1975 in Betrieb genommen, als der Abschnitt der Röda linjen zwischen Fittja und Norsborg eingeweiht wurde. Die Bahnsteige befinden sich ca. 25 Meter unter der Erde. Die Station liegt zwischen den Stationen Fittja und Hallunda. Bis zum Stockholmer Hauptbahnhof sind es etwa 16 km.